# 歌川たいじ
歌川 たいじ（うたがわ たいじ、1966年3月22日 - ）は、日本のエッセイ漫画家、小説家、ゲイ活動家。東京都出身。
会社員時代から「ゲイであること」を公表し、作家活動の傍ら同性愛者や性的少数者（LGBT）に関する情報発信や運動をSNSでも行っている。

## 経歴
- 2001年より、生活情報サイト「All About」にて同性愛カテゴリーを担当している。
- 2009年、Amebaブログにて、同性パートナーや友人・同僚たちとの日常を描くまんが「♂♂ ゲイです、ほぼ夫婦です」をリリースしはじめる。
- 2010年、単行本『じりラブ』（集英社）にて、漫画家デビュー。
- 2012年、自費出版本『ツレちゃんに逢いたい』が自費出版ながら発行部数10000部を超える[要出典]。
- 2014年、自費出版本『僕は猫好きじゃない』が日本の猫本100選（宝島社）に選ばれる[要出典]。
- 2015年、インディーズ映画『カミングアウト』に出演。
- 2015年、単行本『やせる石鹸』で小説家デビュー。
- 2015年、NHK 「ハートネットTV」に出演し、自らの生い立ちを語った。
- 2016年、国際人権NGO「ヒューマン・ライツ・ウォッチ」の、日本のLGBT高校生の被差別の実情を訴求する報告書に、漫画を提供。
- 2016年、NHK「ハートネットTV」において、冠番組「歌川たいじの一期一会」に出演。
- 2017年、日本財団が主催する「これも学習マンガだ！」2017年度の50選に『母さんがどんなに僕を嫌いでも』が選ばれる。
- 2018年、自身の著作『母さんがどんなに僕を嫌いでも』が映画化される（御法川修監督・太賀、吉田羊主演　2018年11月16日公開）。
- 2018年、映画『母さんがどんなに僕を嫌いでも』が、韓国・釜山の「釜山国際映画祭」に正式出品。御法川修監督、主演の吉田羊とともに舞台挨拶に登壇。

## 作品リスト
エッセイ
- 『ゲイです、ほぼ夫婦です』（扶桑社）
- 『「おつきあい」の壁を乗り越え 48キロやせました』（幻冬舎）
- 『母の形見は借金地獄 全力で戦った700日』（KADOKAWA/エンターブレイン）
- 『母さんがどんなに僕を嫌いでも』（KADOKAWA/エンターブレイン）
- 『新版 母さんがどんなに僕を嫌いでも』（KADOKAWA/角川書店）
  - 『手記 母さんがどんなに僕を嫌いでも』（PHP研究所）
  - 『角川つばさ文庫版 母さんがどんなに僕を嫌いでも』（KADOKAWA/角川書店）
- 『じりラブ』（集英社）[2]

小説
『バケモンの涙』（光文社）
- 『やせる石鹸』（KADOKAWA/角川書店）
- 『花まみれの淑女たち』（KADOKAWA/角川書店）

自費出版
- 『僕は猫好きじゃない』
- 『ブレイクスルー』 [3]
- 『ツレちゃんに逢いたい』[4]

## 出演
- カミングアウト（2014年） - ママ 役
- NHK ハートネットTV ブレイクスルー（2015年）
- NHKハートネットTV  歌川たいじの一期一会（2016年）
- NHKハートネットTV ブレイクスルー（2018年）